# 下野直太郎
下野 直太郎（しもの なおたろう、1866年11月30日（慶應2年10月24日） - 1939年（昭和14年）11月22日）は、日本の会計学者。東京商科大学（現一橋大学）名誉教授。

## 人物・経歴
現在の岐阜県生まれ。岐阜県中学校（現岐阜県立岐阜高等学校）を経て、1888年高等商業学校（現一橋大学）卒業。数学や英語が得意で、同じ岐阜出身の各務鎌吉（のちに東京海上火災保険社長）と首席を争ったが、次席となった。
また在学中、文部省による高等商業学校と東京外国語学校の合併案の不当性を訴え、各務や、上野季三郎（のちに大膳頭）、水島銕也（のちに初代神戸高等商業学校校長）、立花寛蔵（のちに初代大倉高等商業学校校長）らと議論を交わした。
頭が良いと実業に向かぬとの持論を持ち、卒業後は、大阪商業学校教頭を経て、1892年母校高等商業学校講師。1894年から高等商業学校教授を務め、星野太郎、鹿野清次郎らと簿記・商品学を講じた。
1900年から2年間イギリスに留学。1926年東京商科大学（現一橋大学）商学博士。1929年退官、叙従三位、東京商科大学名誉教授。学長の意見も聞き入れないような強情な性格で、独自の会計理論を打ち立てた。また、日蓮宗を信仰していた。

## 著書
- "Some problems of accounts" Tokyo University of Commerce 1926年
- "Principles and practices of book-keeping in all branches of business trading and non-trading inclusive" Onoe Printing 1927年
- 『銀行簿記計算法』同文館 1927年
- 『簿記教科書』三省堂 1927
- 『単複・貸借・収支簿記会計法』森山書店 1931年
- 『本邦商業教育の沿革』一橋大学学園史編集委員会 1982年
- 『簿記』雄松堂書店 1982年
- 『簿記精理』雄松堂書店 1982年
- 『大日本実業学会講義録簿記』雄松堂書店 1982年

## 記念論文集
- 日本会計学会編『東奭五郎先生・下野直太郎先生古稀記念論文集 第1-3』森山書店 1935年